# Gare de Noizay
Gare de Noizay vasútállomás Franciaországban, Noizay településen.

## Vasútvonalak
Az állomást az alábbi vasútvonalak érintik:
- Párizs–Bordeaux-vasútvonal

## Kapcsolódó állomások
A vasútállomáshoz az alábbi állomások vannak a legközelebb:
- Gare d’Amboise (Paris Gare d’Austerlitz, Párizs–Bordeaux-vasútvonal)
- Gare de Montlouis (Gare de Bordeaux-Saint-Jean, Párizs–Bordeaux-vasútvonal)